# Pietro Alcionio
Pietro Alcionio (em latim:  Petrus Alcyonitus; Veneza, 1487 — Roma, maio de 1527) foi um humanista e acadêmico veneziano, sob o patrocínio do Papa Clemente VII, um tradutor das obras de Aristóteles, que ficou ferido no Saque de Roma em maio de 1527, e morreu mais tarde naquele ano.

## Biografia
Suas origens são desconhecidas; sua eloquência foi elogiada na carta de Erasmo para John Watson, em 1516. Depois de ter estudado grego, em Veneza, sob a supervisão de Marco Musuro de Cândia, foi contratado por algum tempo como revisor pelo tipógrafo Aldo Manúcio. Alcionio publicou em Veneza, em 1521, uma tradução em latim de várias obras de Aristóteles (dedicando o volume ao Papa Leão X), que foram consideradas pelo estudioso espanhol Juan Ginés de Sepúlveda como contendo muitas incorreções.
Em 1522 Alcionio foi nomeado professor de grego em Florença através da influência de Giulio de' Medici. Naquele ano, enviou para Aldo o diálogo Medicis legatus, sive de exsilio, sobre o tema do exílio, para ser impresso. O texto era praticamente uma cópia em latim de um trabalho de Cícero, que foi acusado de plágio por seu inimigo pessoal, Paulus Manutius. A acusação, que em Storia della letterature italiana, Girolamo Tiraboschi demonstrou ser infundada, mas que mancharam sua reputação, foi a de que ele havia copiado os melhores trechos do tratado perdido de Cícero, De Gloria, e tinha destruído a única cópia existente do original, a fim de escapar da investigação.
Quando seu protetor se tornou papa no ano seguinte sob o título de Clemente VII, Alcionio acompanhou-o até Roma e lá permaneceu até sua morte. A Encyclopædia Britannica (1911) relata que "Seus contemporâneos falam muito desfavoravelmente de Alcionio, e acusam-no de arrogância, modos grosseiros, vaidade e libertinagem".
Alcionio é um dos quatro humanistas, no círculo de Clemente VII, selecionados por Kenneth Gouwens para ilustrar o choque da descontinuidade cultural e uma nova sensação de vulnerabilidade humana causada pelo Saque de Roma, que pôs um fim prematuro à Alta Renascença. Das numerosas traduções de Alcionio dos clássicos gregos para o latim, que incluiu as orações de Isócrates e Demóstenes mencionadas por Ambrogio Leoni, apenas as de Aristóteles sobreviveram (Simon Finch).

## Leituras adicionais
- Kenneth Gouwens, 1998. Remembering the Renaissance: Humanist Narratives of the Sack of Rome Inclui o texto das orações de Alcionio sobre o saque de Roma ISBN-90-04-10969-2